# Leopoldo Pirelli

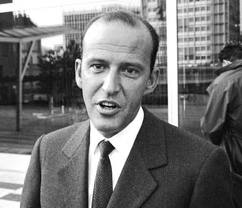
Leopoldo Pirelli

Leopoldo Pirelli (Usmate Velate, Itália, 27 de Agosto de 1925 — Portofino, Itália, 23 de Janeiro de 2007) foi um empresário italiano.
Leopoldo Pirelli era filho de Alberto Pirelli (1882-1971) e neto do senador Giovanni Battista Pirelli, fundador em 1872, da empresa Pirelli, que viria a tornar-se num gigante do sector dos pneus. Definindo-se como calvinista, era um defensor da privacidade e um amante da vela.

## Biografia
Leopoldo cresceu na sua localidade natal, próximo de Varese. Licenciou-se aos 25 anos em engenharia mecânica, começando de seguida a trabalhar na empresa da família.
Tornou-se vice-presidente do grupo em 1956 e assumiu a presidência em 1965, na qual se manteve até 1996, ano em que foi substituído pelo genro, o empresário Marco Tronchetti Provera. Manteve-se desde então, e até a data da sua morte, como Presidente de Honra da fabricante italiana.
Além de ser uma das mais importantes empresas do setor dos pneus a nível mundial, a Pirelli também está presente nos setores imobiliário e de componentes de telecomunicações.
Em 1974 foi também nomeado vice-presidente da "Confindustria", a associação de industriais, da qual foi um dos principais renovadores a par de Gianni Agnelli.
No fim da década de 1980 tentou a entrada na norte-americana Firestone, e em setembro de 1990 na italiana Continental.
Exerceu durante anos a função de conselheiro de várias empresas e institutos, tais como a "Comit", "RAS" e a "Mediobanca".
Foi nomeado "Cavaliere del lavoro" em 1977. Gostava de defender a tese de que no âmbito do trabalho é melhor ter uma ocupação - nem que seja parcial, e qualquer que seja a forma contratual que a regule - do que a desocupação.
Faleceu aos 81 anos na sua casa de Portofino, (norte de Itália). Deixou dois filhos: Cecília e Alberto.